# Lac de Saint-Amans
Le lac de Saint-Amans est un lac de barrage qui se trouve en Aveyron. Une partie de l'alimentation en eau de ce lac provient du lac de Villefranche-de-Panat.

## Géographie
Le lac de Saint-Amans fait partie de l'ensemble des lacs du Lévézou, au centre du département de l'Aveyron, à 30 kilomètres de Millau et 40 kilomètres de Rodez. Ce lac a été formé dans la vallée d'un petit ruisseau, appelé ruisseau de Saint-Amans, un affluent du Tarn. Il fait environ 200 mètres de diamètre.

## Histoire
Le barrage de Saint-Amans a été construit de 1948 à 1951. Le réservoir formé par ce lac se déverse dans le Tarn en alimentant l'usine hydroélectrique du Pouget.

## Villes alentour
Ce petit lac se situe entièrement dans la commune du Truel.